# مت کینگ
مت کینگ (انگلیسی: Matt King؛ زادهٔ ۱۹ فوریهٔ ۲۰۰۲) شناگر اهل ایالات متحده آمریکا است.
وی در مسابقات کشوری و بین‌المللی در مجموع برندهٔ ۳ مدال طلا، ۱ مدال نقره، ۳ مدال برنز شده است.